# Piarista rendház (Kolozsvár)

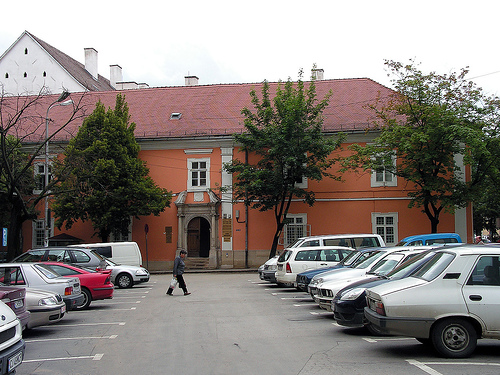
Piarista rendház

A kolozsvári volt piarista rendház épülete az Egyetem utca (str. Universității) 7. szám alatt található, közel a piarista templomhoz. A romániai műemlékek  jegyzékében a CJ-II-m-B-07501 sorszámon szerepel.

## Története
Eredetileg a jezsuiták építtették, nemesi ifjak konviktusaként, majd a rend megszüntetése után Mária Terézia a piaristáknak adta át. Az épület valószínűleg 1735-ben készült el, mivel a barokk főkapu felett ez az évszám olvasható, mellette az alapítók, Báthory István és gróf Apor István címerével és a „I(esus)H(ominum)S(alvator) CON(victus) NOB(ilium)” felirattal. A 18. században a konviktus keleti szárnya volt a város első kétemeletes épülete.
Az 1848–49-es forradalom és szabadságharc alatt előbb menekültek laktak benne, utána kaszárnyává alakították, majd katonai szabóság kapott helyet benne. Az épület 1860 körül üresen maradt, és felújítás után az Erdélyi Királyi Tábla használatába került. 1866-tól kezdve ismét kollégiumként funkcionált.
1948-ban a piarista rend megszüntetésekor az épületet az egyetem használta bentlakás és étkezde céljára, később irodák és orvosi rendelő is került ide. A hajdani refektóriumot klubhelyiségként hasznosították. 1969-től itt volt az egyetem diáklapjának, az Echinox-nak a szerkesztősége.